# Hodwisznia
Hodwisznia (ukr. Годвишня) – wieś na Ukrainie, na terenie obwodu lwowskiego, w rejonie lwowskim (wcześniej w rejonie gródeckim).
Do 15 czerwca 1934 w powiecie rudeckim, a następnie w powiecie gródeckim (województwo lwowskie). Od 1 sierpnia 1934 należała do gminy Lubień Wielki.
W okresie międzywojennym znajdowała się tam cerkiew i cmentarz. Wówczas wieś zamieszkana w większości przez Ukraińców.